# Tomasz Aftański
Tomasz Aftański (ur. 28 grudnia 1980 w Gdańsku) – były trener reprezentacji Polski seniorów oraz juniorów w futsalu, były trener Akademickiej Reprezentacji Polski w futsalu.

## Życiorys
W 2006 roku wybrany Trenerem Roku w Polsce. Za jego kadencji na funkcji trenera reprezentacji Polski seniorów drużyna została sklasyfikowana na 15. miejscu na świecie co dotychczas jest najwyższym wynikiem. W 2006 roku z Akademicką Reprezentacją Polski zajął 4. miejsce w Akademickich Mistrzostwach Świata.
Były trener dwóch chojnickich drużyn ligowych w futsalu. Z Holidayem Chojnice w sezonie 2004/2005 wywalczył brązowy medal w I lidze futsalu, a w sezonie 2005/2006 srebrny medal. Od sezonu 2006/2007 Tomasz Aftański prowadził drużynę Red Devils Chojnice. Od razu po objęciu zespołu awansował z nim z III do II ligi futsalu. W sezonie 2007/2008 wygrał z Red Devils rywalizację w II lidze i z pierwszego miejsca awansował do Ekstraklasy futsalu. W połowie sezonu 2008/2009 zrezygnował z prowadzenia drużyny Red Devils. Powodem rozstania Aftańskiego z tym klubem była niestabilna sytuacja wewnątrz klubu. Trener nie był zadowolony z działań zarządu „Czerwonych Diabłów”. Po przygodzie w Chojnicach na 2 miesiące został zatrudniony w roli trenera Tacho Toruń. Jego celem w Toruniu było wywalczenie awansu do ekstraklasy, co ostatecznie się nie udało. Po krótkim epizodzie, rozstał się z toruńskim klubem.
W sierpniu 2009 wyjechał wraz z rodziną na Cypr, ponieważ podpisał roczny kontrakt z wicemistrzem Cypru GC School Nikozja. Zadaniem Aftańskiego było przebudowanie zespołu w oparciu o wychowanków klubu. Bazując tylko na miejscowych zawodnikach GC School Nikozja awansował do strefy medalowej, ale ostatecznie zajął 4 miejsca w lidze. W tym samym sezonie trener Aftański zdobył srebrny medal z zespołem U-17 GC School Nikozja. W sezonie 2010/2011 ponownie został trenerem zespołu Red Devils Chojnice, z którym zajął 6 miejsce w Ekstraklasie Futsalu. Po udanym sezonie zrezygnował z funkcji trenera zespołu z Chojnic.
W latach 2005–2009 sprawował funkcję Prezesa KU AZS Uniwersytetu Gdańskiego, a w latach 2007–2009 był członkiem Zarządu Głównego AZS. Od 2008 roku sprawuje funkcję Delegata Technicznego EUSA (Europejska Federacja Sportu Studenckiego) podczas Akademickich Mistrzostw Europy (2008 – Wrocław, 2009 – Podgorica, 2010 – Zagrzeb, 2011 – Tampere, 2013 – Malaga) oraz EUSA Games (2012 – Cordoba).
Dwukrotnie pełnił on funkcję tymczasowego trenera Red Devils Chojnice. Pierwszy raz pod koniec pierwszej rundy sezonu 2011/2012 po zwolnieniu ze stanowiska trenera Artura Chrzonowskiego. 25 listopada 2014 przejął drużynę po Olegu Zozuli.
Od 2010 roku jest trenerem uczelnianej drużyny AZS UG Futsal Kobiet. Jest Autor (wraz z Andrzejem Szwarcem) jednej z pierwszych w Polsce książek o futsalu: „Futsal – piłka nożna halowa”, Wydawnictwo AWFiS, 2013.
W 2020 roku otrzymał Nagrodę „Nauczyciel Roku” im. Krzysztofa Celestyna Mrongowiusza.
Od 2024 roku pełni funkcję dyrektora Centrum Wychowania Fizycznego i Sportu Uniwersytetu Gdańskiego.